# 神山純一

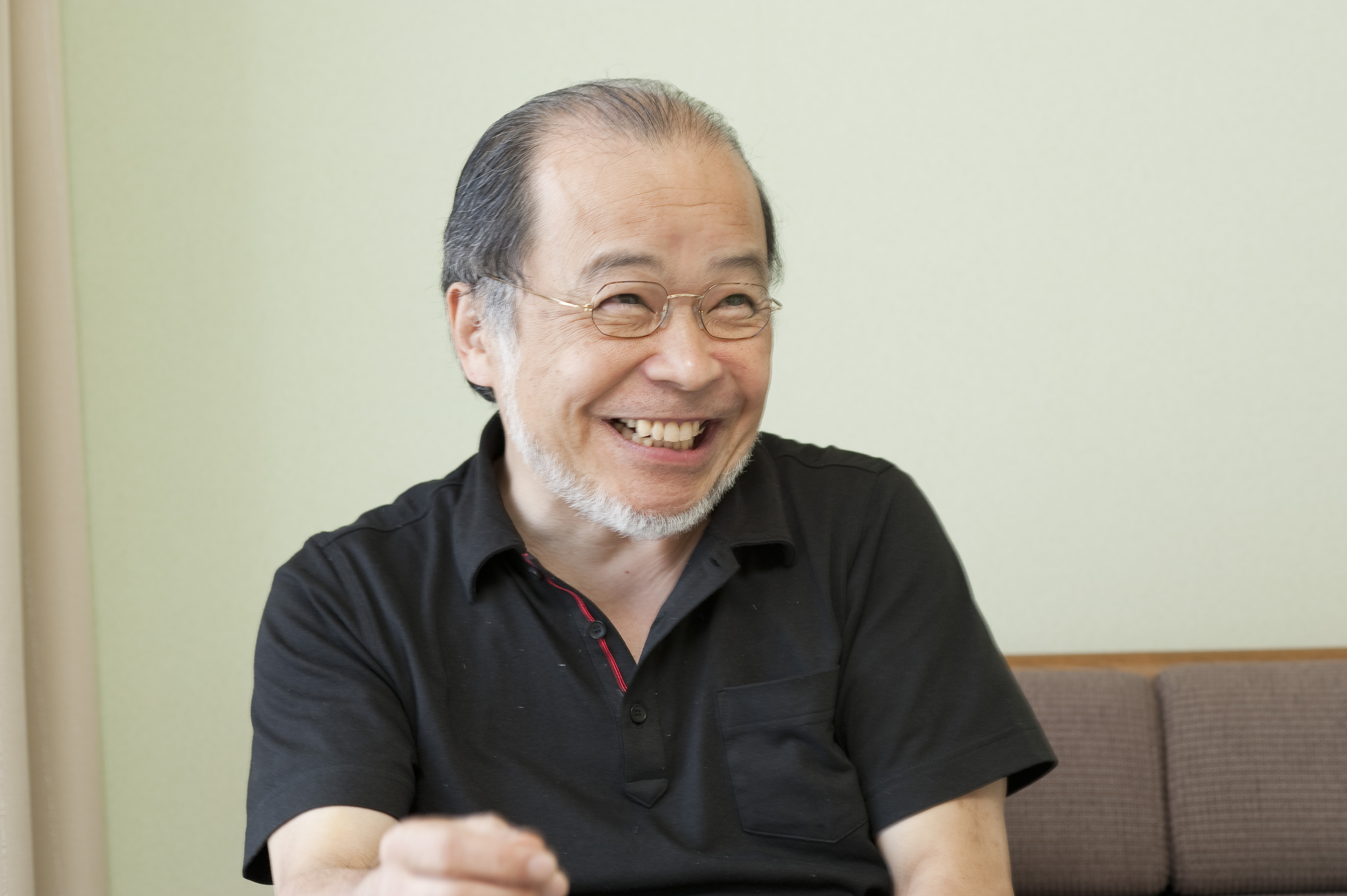

神山純一（かみやま じゅんいち、1948年 - ）は、日本の作曲家、編曲家。日本作編曲家協会会員。自然を素材にした音楽を数多く作っている。

## 概要
神奈川県私立栄光学園から早稲田大学に進学。在学中より作曲・編曲を始め、何度かの渡米で実践を積む。
これまで400曲以上のCM音楽、150曲のテレビ番組音楽を作曲したと言われる他、クラシックコンサートの音楽監督やポピュラー音楽の編曲など幅広い分野で活躍している。
東京都・目黒区に神山純一事務所を持つが、年の半分は長野県八ヶ岳山麓のスタジオで過ごす。
自らが森で生活し、自然と共に生きる体験をふまえて、音楽を通して自然環境と地球を美しく保つ大切さを伝える自然派作曲家。
近年は日本各地を旅してその風景、情景から曲を作り上げる『神山純一・音楽紀行』を手がけテレビなどでも紹介されている。
早くから『心と身体を癒す音楽の力』に着目、聖路加病院の日野原重明、諏訪中央病院の鎌田實、心理学者の富田隆、産婦人科医で医学博士、産婦人科医の池川明などとの作品がある。
特に愛育会理事長の福田稠監修での妊婦の胎内のおよそ50種類の音をリミックスした「赤ちゃんがお母さんの胎内で聞いていた特許認定の音色（神山純一の特許認定第2720858号）」で奏でる癒しの音楽のCD、ビクターエンタテインメント『ほーら泣き止んだ!』などがシリーズ化されている｡
『博覧会会場音楽』、『美術館音楽』などその場に最適で快適な『音環境』『環境音楽』を作る『音環境デザイナー』としても高い評価を得ている。
1995年より、クラシックやJ-POPの楽曲をジャスにアレンジしたユニット、「トーマス・ハーデン・トリオ」のプロデュースと編曲を行っている。
私生活では1981年に女優の夏純子と結婚。叔母は湯川れい子。日本作・編曲家協会（JCAA）会員・日本音楽著作権協会JASRAC正会員。

## 主な実績

### 作曲・編曲
- 『川の歌』建設省（ボニー・ジャックス）
- 広島本通りドーム完成記念歌
- 『幸せのプレリュード』広島本通りキャンペーンソング
- 渋谷道玄坂時報チャイム音楽
- 茅野市尖石縄文5000年まつりテーマ
- 茅野市民館オープニング音楽
- 旭硝子財団ブループラネット賞音楽
- ヱビスビール記念館マルチスクリーン音楽
- レオマワールド園内アトラクション、パレード、エンタテインメントショー音楽、テーマ曲の器楽曲アレンジ版各種の作曲・編曲
- 『APPLE SONG』（ジュリイ・ソーレス）
- 『Breeze』日本航空機内音楽
- 『DESPERADO OF LOVE（山羊座）』ほか星座シリーズ（トライ・トーン）
- 『I WON'T BE AFRAID ANYMORE（変わらぬ愛）』（大澤かずえ）
- 『MOVE LIKE AN ANIMAL（動物ごっこ）』
- 『愛に傷ついて』（大澤かずえ）
- 『宇宙は楽しいフェスティバル』（NHK「みんなのうた」）
- 『カラー・ソング（THE COLOR SONG）』
- 『かぎりない愛に生きて』
- 『さよなら』（沢田亜矢子）
- 『人生風ぐるま』（天童よしみ）
- 『せつなくて･･･恋』（大沢かづえ）
- 『どこか遠くに』
- 『パンダのゆめ』（大橋のぞみ）
- 『まさか』（貝山由紀）
- 『窓』（菊池桃子）
- 『TOKYO BAY』（MAKAHA WIND）

王麗華
- 『行かないで～WINTER ROSE』
- 『風ぐるま』
- 『幸せひとしずく』
- 『ジャスミンの花』

テレビ番組
- TBS
  - 「JNNニュースの森」テーマ曲、エンディング曲
  - 「名作の風景」　テーマ曲
- 信越放送「昼ワイド」　番組テーマ曲

ラジオ番組
- NHKラジオ第1放送、鎌田實 いのちの対話テーマ曲「蓼科紀行-八ヶ岳シンフォニー」

### CD作品
- 星座の音楽『エトワール』
- 『水の音楽』
- 『オーロラシンフォニー』
- 『フォレスト・グリーン・シリーズ』
- 『JALサウンドブリーズ』
- 『ほーら泣きやんだ!』シリーズ（ジャケットイラスト：おおた慶文）
- 「さわやかに生きる音楽」日野原重明 音楽プロデュース
- 『ジャズで聴く　シリーズ』（以上JVCケンウッド・ビクターエンタテインメント）
- 『マザー・ネイチャー』（テイチクエンタテインメント）
- 『色彩の音楽』（ポニーキャニオン）
- 『風の伝説』（EMIミュージック・ジャパン）
- 『快適ヒーリング・シリーズ』（徳間ジャパンコミュニケーションズ）　
  - 「NATURAL HEALING SERIES 心をいやす」福田稠／富田隆（株）トライエム
  - 「胎話音楽/池川明」飯田史彦（株）トライエム

- 『DREAMS I』『II』（エイベックス）
- 『Image』（Sony Music）
- 『蓼科紀行八ヶ岳シンフォニー』（クラフトハウス）
- 『心がふわりと軽くなる音楽』（TENDER SOUND JAPAN）鎌田實監修　ヒーリング・ミュージック）

など、心と身体に優しい音楽を作っている。

### CM作品
- サントリー響
- 資生堂オプチューン
- 東海旅客鉄道
- アサヒビール

など多数

### ドラマ音楽
- 土曜ワイド劇場（テレビ朝日）
- 花王名人劇場（関西テレビ制作・フジテレビ系列）
- 日曜劇場（TBS）
- 東海テレビ
- TBS昼ドラマ

など

### アニメ音楽
- 子鹿物語 THE YEARLING

### 楽曲提供
- 髙橋真梨子
- 南こうせつ
- 布施明
- 美川憲一
- 天童よしみ
- 三沢あけみ
- 青江三奈
- 因幡晃
- 菊池桃子

など

### テレビ出演
- ナイス素敵音楽館（YOUテレビ） - 司会進行を担当